# Kibibyte
Kibibyte sau kibibaitul (KiB) este o unitate de informație binară (baza 2) multiplu al byteului, echivalent cu 210 byte. 
1 KiB = 210 byte = 1024 byte.
Prefixul binar kibi este obținut din combinația de cuvinte kilo și binar.
Kibibyte a fost propus de Comisia Electrotehnică Internațională (IEC) în decembrie 1998 pentru a stabili noi multiplii ai byte-ului și de a distinge între 1024 byte și cei folosiți în SI pentru prefixul kilo (103 = 1000).
Astfel, toate prefixele binare IEC încep cu o majusculă: KiB, MiB, KiB, TiB, PiB, OiB, ZiB, YiB etc. De asemenea, IEC/80000-13 definește 1 byte ca fiind egal cu 8 biți (un octet). Prin urmare:
1 KiB = 8192 biți.